# Hu Tianbao

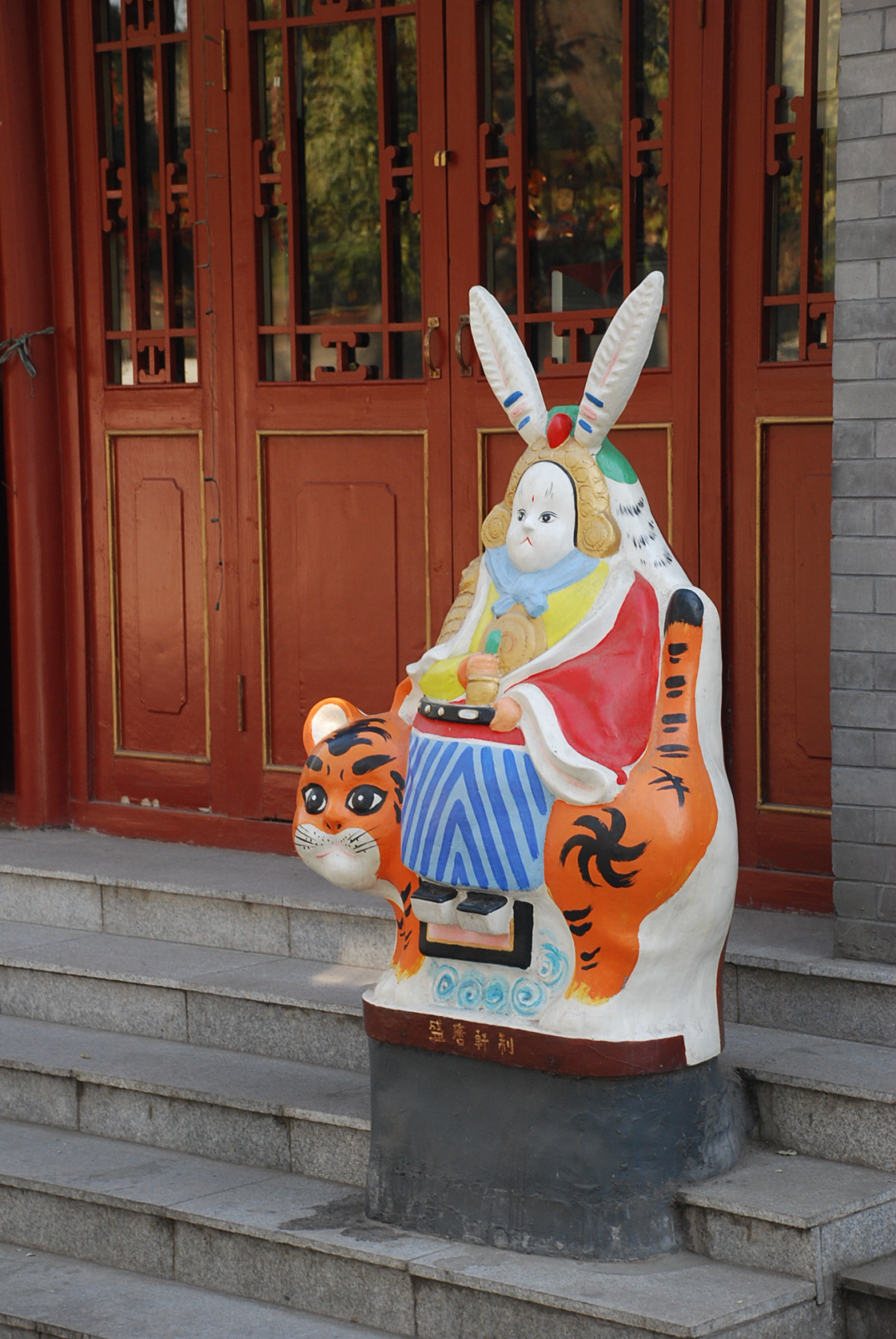
Tu'er Shen, Déu Conill o Déu dels Homosexuals, deïficació de Hu Tianbao.

En la religió tradicional xinesa, Hu Tianbao (xinès simplificat: 胡天保, pinyin: Hú Tiānbăo; a vegades també com 'Wu Tien Bao') era un déu, l'anomenat Déu Conill (xinès simplificat: 兔儿神, pinyin: Tùer shén), al qual els homes de la ciutat de Fuzhou, a la província de Fujian, resaven quan s'havien enamorat d'un jove i volien guanyar el seu amor. Amb posterioritat, el culte es va expandir a Taiwan i el sud-est asiàtic.
Hu Tianbao, que era, per tant, un déu de l'amor homosexual, tenia el seu origen en un home nascut en Fuzhou, on va viure tota la seva curta existència; no se sap amb certesa l'any de naixement, però segons testimoniatges indirectes, sembla que va néixer durant els primers anys de la dinastia manchú Qing, entorn de 1644.
Hu Tianbao es va enamorar d'un bell, intel·ligent i jove magistrat i va començar a perseguir-ho de manera obsessiva, presenciant tots els actes públics en els quals apareixia. Un dia, encegat per la seva passió, va espiar a fi del seu desig mentre estava fent les seves necessitats. En ser descobert, va ser arrestat i torturat a base de bastonades fins que va confessar la seva atracció pel magistrat. Aquest, enrabiat, va ordenar augmentar els cops fins que li van provocar la mort.

La llegenda narra que, pel fet que el crim d'Hu Tianbao era per amor, els funcionaris del més enllà van decidir reparar la injustícia convertint-lo en un déu protector de l'amor homosexual. Poc després de la seva mort, Hu es va aparèixer al seu estimat per dir-li les paraules següents:
| « | Encara que hagi estat inadequat espiar un home, ha estat realitzat només per motius del cor i no hauria d'haver estat castigat amb la mort. Ara el jutge de la Prefectura Fosca m'ha nomenat déu dels conillets,(Conillet era una paraula irònica emprada a l'antiga Xina per nomenar els joves homosexuals) encarregat de les qüestions de l'amor entre homes: hauràs de construir un temple en honor meu. | » |

Més enllà de l'embelliment llegendari, el fet és que algú va construir un temple en memòria de Hu Tianbao. El culte de Hu Tianbao va continuar discretament durant gairebé un segle abans d'atreure l'atenció de l'autoritat. El primer a donar testimoni del culte va ser Zhu Gui (1731-1807), intendent del circuit de taxació del gra de Fujian el 1765, en el seu llibre Cultes prohibits i immorals. Zhu Gui descriu l'estàtua del temple com a dos homes abraçats; un d'ells de rostre canós per l'edat i l'altre tendre i pàl·lid». Prossegueix amb la descripció del culte:
| « | Tots aquests brivalls viciosos i desvergonyits que, veient mossos o homes joves, desitgen tenir relacions il·lícites amb ells, resen per aconseguir ajuda de l'ídol de guix. Després fan plans per atraure i obtenir l'objecte del seu desig. Això es coneix com «l'ajuda secreta de Hu Tian Bao» | » |

Si la petició havia tingut èxit, els creients tornaven al temple, conegut com a «Petit Temple Oficial», per a empastifar la boca del déu amb intestins de porc barrejats amb sucre.
L'estàtua i les petites taules de fusta trobades en el temple van ser destruïdes per Zhu Gui en un intent de «millorar el nivell moral» dels habitants de Fuzhou. El temple va ser destruït pels japonesos durant la Segona Guerra Mundial.